# I'm a bum
I'm a bum is een lied van de Duitse band The Gloomys uit 1970. Op de B-kant van de single staat Let me dream. Het werd geschreven door Heinz Krebs en Andreas Neumann.
Het verscheen ook in Nederland, met een nummer 19-notering in de Hilversum 3 Top 30 en op nummer 23 in de Nederlandse Top 40. Verder brachten ze het uit in het Verenigd Koninkrijk, waar een jaar later ook nog een cover uitkwam van Happy Valley. In Spanje werd de single vertaald naar Soy un vago. Verder verscheen er nog een cover van Giorgio Moroder (bandnaam  Spinach) op zijn cd Spinach 1 (2003).
Het lied gaat over een zorgeloze zanger die lui aan de kant van de rivier zit te genieten en zich niet stoort aan de wereld om zich heen.